# Alonzo Nute

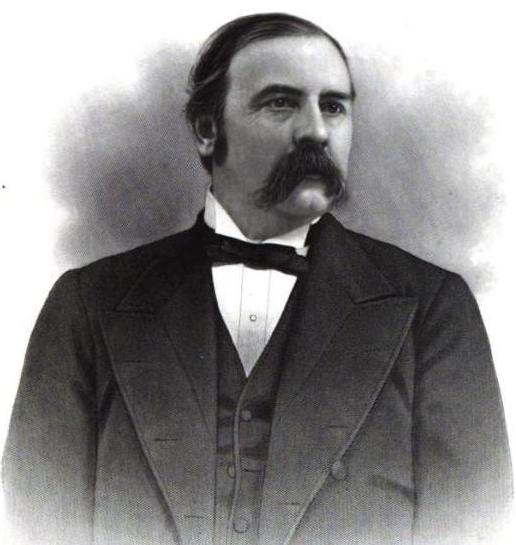
Alonzo Nute

Alonzo Nute (* 12. Februar 1826 in Milton, Strafford County, New Hampshire; † 24. Dezember 1892 in Farmington, New Hampshire) war ein US-amerikanischer Politiker. Zwischen 1889 und 1891 vertrat er den Bundesstaat New Hampshire im US-Repräsentantenhaus.

## Werdegang
Alonzo Nute besuchte die öffentlichen Schulen seiner Heimat. Im Jahr 1842 zog er nach Natick in Massachusetts, wo er bis 1848 lebte. Danach kehrte er nach New Hampshire zurück, wo er in Farmington Schuhe und Stiefel herstellte. Während des Bürgerkrieges war Nute Soldat in einer Infanterieeinheit aus New Hampshire. Nach dem Ende des Krieges begann Nute eine politische Laufbahn als Mitglied der Republikanischen Partei. Im Jahr 1866 war er Abgeordneter im Repräsentantenhaus von New Hampshire, von 1867 bis 1868 gehörte er dem Staatssenat an. 1876 war Nute Delegierter zur Republican National Convention in Cincinnati, auf der Rutherford B. Hayes als Präsidentschaftskandidat der Partei nominiert wurde.
1888 wurde Nute im ersten Distrikt von New Hampshire in das US-Repräsentantenhaus in Washington, D.C. gewählt, wo er am 4. März 1889 die Nachfolge des Demokraten Luther F. McKinney antrat. Da er im Jahr 1890 auf eine erneute Kandidatur verzichtete, konnte er bis zum 3. März 1891 nur eine Legislaturperiode im Kongress absolvieren. In dieser Zeit traten die Staaten North Dakota, South Dakota, Montana, Washington, Idaho und Wyoming der Union bei. Alonzo Nute starb am Heiligabend des Jahres 1892 in Farmington.